# 1991 en droit
Cet article présente les faits marquants de l'année 1991 en droit.

## Événements

### Août
- 27 août, Moldavie : proclamation de l'indépendance de la Moldavie, immédiatement reconnue par la Roumanie, puis par la communauté internationale. La politique de perestroïka de Gorbatchev s'y était traduite par une opposition à la slavisation menée par Moscou.

### Octobre
- Création de l'Association internationale des femmes juges, fondée par des magistrates de 15 pays différents[1]
- 23 octobre, Belgique : l'article 140 de la Constitution est révisé, aux versions française et néerlandaise de la norme suprême s'ajoute une version allemande.

### Novembre
- 21 novembre, Roumanie : adoption de la nouvelle Constitution roumaine par l'Assemblée constituante. La Roumanie devient une République. Elle sera soumise au référendum pour approbation.

### Décembre
- 8 décembre, Roumanie : approbation de la nouvelle Constitution roumaine par référendum, avec 77,3 % des voix. Elle entre en vigueur le même jour. Elle sera révisée en 2003 afin de permettre à la Roumanie d'entrer notamment dans l'Union européenne.
- 20 décembre : condamnation des parents de Palestina Ina pour le meurtre de leur fille dans le cadre d'un crime d'honneur.
- 25 décembre : la dissolution de l'U.R.S.S. devient officielle, après la démission de Mikhaïl Gorbatchev de son poste de président de l'U.R.S.S.